# Tour Saint-Marc
La tour Saint-Marc (en maltais : Torri ta 'San Mark), connue à l'origine sous le nom de Torre del Cortin et aujourd'hui en tant que Tour Qalet Marku (en maltais : Torri ta' Qalet Marku), est une petite tour de guet située à Baħar iċ-Ċagħaq, aux limites de In-Naxxar, à Malte. Achevée en 1658, elle est l'une des treize tours côtières de Malte et fait partie du réseau des Tours de De Redin (en)

## Historique
La tour Saint-Marc a été construite en 1658 sur ou à proximité du site d'un poste de garde médiéval. Elle permet d'avoir une vue sur la tour Għallis à l'ouest et de la tour Madliena (en) à l'est. Sa construction a coûté 408 scudi et elle suit l'architecture standard des Tours de De Redin (en), ayant un plan carré avec deux étages et une tourelle sur le toit.
En 1741, une fougasse fut construite près de la tour mais elle a été perdue jusqu'à sa redécouverte lors des travaux routiers dans la région en 2014.
La tour n'était plus opérationnelle à partir de 1743, mais en 1792, la Congrégation de la Guerre ordonna de la réarmer avec un canon de 3 livres. Les Britanniques ont construit une petite salle de garde devant la tour, mais celle-ci est maintenant en ruine.

## Aujourd'hui
La tour Saint-Marc est gérée par Din l-Art Ħelwa, qui l'a restaurée en 1997. La tour est en bon état, mais ses alentours ont été critiqués en raison de la quantité de déchets, principalement provenant des personnes campant sur la péninsule.
La tour est ouverte au public sur rendez-vous.